# Gonodes pallida
Gonodes pallida là một loài bướm đêm trong họ Noctuidae.